# Michel de Sacy
Claude Louis Michel de Sacy (Fécamp, 27 maart 1746 – Parijs, 15 oktober 1794) was een Frans schrijver, historicus en revolutionair. 

## Leven
Michel de Sacy was de zoon van een Normandische belastingontvanger. Hij maakte naam als auteur van een twaalfdelig historisch werk waarin hij uiteenzette dat eergevoel en vaderlandsliefde de drijvende krachten waren van de Franse geschiedenis, en dat edelen en kooplieden er gelijk in deelden. Hij werd corresponderend lid van de academiën van Caen, Arras en Göttingen. Ook werkte hij voor de koninklijke censuur (censeur royal) en als secretaris van minister Vergennes. In 1775 nam hij deel aan een poëziewedstrijd van de Académie française met een gedicht voor de afschaffing van de slavernij. Hij leverde in 1776 een 150-tal bijdragen aan de supplementen van de Encyclopédie, uitgebracht door Panckoucke. Veel ervan handelden over de geschiedenis van Scandinavië. In 1787 reageerde hij enthousiast op het pleidooi van Maximilien de Robespierre om vrouwen toe te laten in de academiën. Hij verwachtte dat het opheffen van hun uitsluiting het aantal goede boeken zou verdubbelen.
Tijdens de Franse Revolutie werd Sacy bataljonscommandant in de Nationale Garde. Door de Haute-Garonne werd hij in 1792 verkozen in de Nationale Conventie. Hij nam plaats op de banken van de Plaine en stemde op het proces van Lodewijk XVI voor de dood. In de zomer van 1793 ging hij als vertegenwoordiger op missie naar het Armée du Nord. Voorts toonde hij zich opnieuw een abolitionist: op 8 februari 1794 stelde hij voor aan het Comité de salut public de Franse kolonisten te verplichten de terugkeer van vrijgelaten slaven naar Afrika te bekostigen. Datzelfde jaar suggereerde hij ook om vaccinatie tegen pokken te verplichten.
Sacy was 48 jaar oud toen hij stierf.

## Publicaties
- Les amours de Mirtil (1761) – herdersroman
- Les amours de Laïs, histoire grecque (1765) – prozavertelling
- L'Honneur français, ou Histoire des vertus et des exploits de notre nation, depuis l'établissement de la monarchie jusqu'à nos jours, 12 dln. (1769-1784)
- Les amours de Sapho et de Phaon, avec la description de l'île de Leucade, de son temple et de son rocher (ca. 1769)
- L'Esclavage des Américains et des nègres (1775) – gedicht tegen de Amerikaanse slavernij van Indianen en Afrikanen
- Dictionnaire universel des sciences morale, économique, politique et diplomatique, ou Bibliotheque de l'homme-d'état et du citoyen, 30 dln. (1777-1778), met Pommereul, Robinet en Castilhon
- Histoire générale de Hongrie, depuis la première invasion des Huns jusqu'à nos jours, 2 dln. (1778)
- Opuscules dramatiques, ou Nouveaux amusements de campagne (1778) – verzameling toneelteksten
- Additions au plan de constitution, présentées à la Convention nationale (ca. 1793)

## Voetnoten
1. ↑  David Brion Davis, The Problem of Slavery in Western Culture, 1987, p. 420-424
2. ↑  Alyssa Goldstein Sepinwall, "Robespierre, Old Regime Feminist? Gender, the Late Eighteenth Century, and the French Revolution Revisited" in: The Journal of Modern History, 2010, nr. 1, p. 15. DOI:10.1086/650505
3. ↑  Michel Biard & GRHis, Fichier alphabétique des représentants en mission (mars 1793 – octobre 1795), 2015, p. 34

- Biblioteca Nacional de España: XX1748363
- Bibliothèque nationale de France: cb12170423t (data)
- Gemeinsame Normdatei: 115595899
- International Standard Name Identifier: 0000 0000 8339 0649
- Library of Congress Control Number: nr2007006173
- Nationale Bibliotheek van Tsjechië: ola2008460118
- Nationale Bibliotheek van Israël: 987007597386005171
- Nederlandse Thesaurus van Auteursnamen: 068257945
- Système universitaire de documentation: 068528108
- Virtual International Authority File: 7431477
- WorldCat: E39PCjF6Mx3TWFPqjFw6cdXtVd